# Костянтин Мокієвський
Мокіє́вський Костянти́н Миха́йлович (? — 1709) — козацький політичний діяч. Двоюрідний брат матері Івана Мазепи, полковник київський (1691—1708), полковник чигиринський (1708—1709), хоробрий полководець («руський Гектор», як його називає в своєму панегірику «Алкід Руський» 1695 р. П. Орлик) і щедрий меценат української церкви. Активний учасник Азовсько-Дніпровських походів 1695—1696 рр. і Північної війни 1700—1721 рр. Належав до самостійницького козацько-старшинського угруповання, що підтримало укладення українсько-шведського договору 1708.

## Біографія
Костянтин Мокієвський походив з родини білоцерківської шляхти. З цього ж роду походила матір гетьмана Івана Мазепи — Марина.
У 1691 році Мокієвський був призначений Мазепою київським полковником. Разом з полком брав активну участь майже в усіх тогочасних воєнних акціях Гетьманщини. Так, як повідомляє Літопис Величка, влітку 1692 року його козаки були мобілізовані на відсіч кримської орди. А в 1693 році козаки Київського полку разом з полком Семена Палія під Очаковом вбили 200 татар, взяли в полон 90 ординців і трьох їхніх старшин, захопили 15 тисяч овець та 240 волів.
1695 року полковник Київський заселив село Макіївку, яке належатиме родині Мокієвських—Мировичів до 1915 р.
У 1696 році частина козаків, залишених у Таванську, намагалася змістити Мокієвського за його відсутності, обравши полковником полкового хорунжого Сергія Солонину. У розташування козаків був надісланий генеральний хорунжий Юхим Лизогуб. Йому було наказано відновити порядок. Зачинателі перевиборів полковника утекли, інших покарали і відпустили.
У 1708 році І. Мазепа призначив свого родича Чигиринським полковником. У 1708—1709 рр. Мокієвський у ранзі наказного гетьмана виконував дипломатичні доручення Мазепи на Запорожжі та в Криму.
Помер Костянтин Мокієвський у 1709 році, на думку історика О. Оглоблина, у Криму.

## Родина
Мокієвський був одружений з Анастасією Зеленською, яка померла навесні 1695 року. Мав двох дочок Анастасію та Ганну, але тільки остання дожила до повноліття та була одружена з Василем Івановичем Мировичем. Після його заслання до Сибіру Ганну Костянтинівну разом з дітьми відправили на постійне проживання в Тобольськ. Її єдиний син Іван Васильович Мирович був каптенармусом Сибірського гарнізону в 1747 році, прапорщиком у 1763—1764 роках у Кузнецовську і в Україну більше не повертався.